# Írárfoss
De Írárfoss is een kleine waterval in het zuiden van IJsland. De Írá rivier heeft haar bron in de Eyjafjallajökull gletsjer, en mondt in de Eyjafjalladjúp (Eilandsbergdiep) uit. Ongeveer 10 kilometer naar het westen ligt de bekendere Seljalandsfoss waterval.